# Tablice rejestracyjne w Grecji

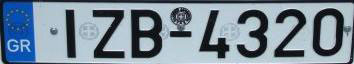
Tablica rejestracyjna po wejściu Grecji do UE

Stara tablica rejestracyjna straży pożarnej

Na greckich tablicach rejestracyjnych od września 2004 r. umieszczany jest euroband. Przed wprowadzeniem eurobandu, podobnie jak we Włoszech, przednie tablice były mniejsze od tylnych.
Numer składa się z 3 liter i 4 cyfr. Litery i cyfry są oddzielone kreską, nad którą umieszczana jest nalepka legalizacyjna. W numerze mogą być użyte tylko litery wizualnie wspólne dla alfabetów łacińskiego i greckiego, czyli: A, B, E, H, I, K, M, N, O, P, T, X, Y i Z. Dwie pierwsze litery są kodem miejsca rejestracji:
- AH Ksanti
- AI Agrinio
- AK Lakonia (Sparta)
- AM Fokida (Amfissa)
- AN Lasiti
- AP Argolida (Nauplion)
- AT Arta
- AX Achaja (Patras)
- AZ

- BI Beocja (Liwadia)
- BO Magnezja

- EA Policja (gr. Ελληνική Αστυνομία)
- EB Ewros
- EE Pella (Edessa)
- EK*
- EM Cyklady
- EP Seres
- EY Leukada

- HA Illias / Elida
- HK Heraklion (Kreta)
- HM Imatia
- HN Tesprotia
- HP Heraklion (Kreta)

- IB używane przez samochody z wypożyczalni
- IE używane przez samochody z wypożyczalni
- IN Janina

- KA Karditsa
- KB Kawala
- KE Kefalina
- KH Eurytania (Karpenisi)
- KI Kilkis
- KM Mesenia
- KO Rhodopi
- KT Kastoria
- KY Korfu
- KX Kos
- KZ Kozani
- KN Katerini

- ME Etolia
- MH Lemnos
- MI Othiotidos (Lamia)
- MO Samos
- MY Lesbos

- NA - NZ Saloniki

- OP Orestiada

- PA Florina
- PE Retimno (Kreta)
- PI Larisa
- PM Drama
- PN Grewena
- PO Dodekanez (Rodos)
- PZ Preweza

- TA Taxi*
- TK Trikala
- TP Arkadia (Tripolis)

- XA Eubea (Chalkida)
- XI Chios
- XK Chalkidiki
- XN Chania (Kreta)

- YA Ateny
- YB Ateny
- YE Ateny
- YH Ateny
- YI Pireus
- YK Pireus
- YM Pireus
- YN Pireus
- YO - YY Attyka
- YX Ateny
- YZ Ateny

- ZA Zakintos
- ZB-ZZ Attyka

W międzynarodowym kodzie samochodowym Grecja ma symbol - GR.